# Leucopis rufitarsis
Leucopis rufitarsis är en tvåvingeart som beskrevs av Tanasijtshuk 1972. Leucopis rufitarsis ingår i släktet Leucopis och familjen markflugor. Inga underarter finns listade i Catalogue of Life.